# Teorema de Mohr-Mascheroni
Em matemática, o teorema de Mohr-Mascheroni afirma que qualquer construção geométrica que pode ser realizada por um compasso e régua pode ser realizada apenas por um compasso.
Deve-se entender que por "qualquer construção geométrica", estamos nos referindo a figuras que não contêm linhas retas, pois é claramente impossível traçar uma linha reta sem uma régua. Entende-se que uma linha é determinada desde que dois pontos distintos nessa linha sejam dados ou construídos, mesmo que nenhuma representação visual da linha esteja presente. O teorema pode ser enunciado mais precisamente como:
Qualquer construção euclidiana, na medida em que os elementos dados e requeridos sejam pontos (ou círculos), pode ser completada apenas com o compasso se puder ser completada com o compasso e a régua juntos.
Embora o uso de uma régua possa tornar uma construção significativamente mais fácil, o teorema mostra que qualquer conjunto de pontos que define completamente uma figura construída pode ser determinado apenas com compasso, e a única razão para usar uma régua é para a estética de ver linhas retas , o que para fins de construção é funcionalmente desnecessário.